# 시로이시역 (삿포로 시영 지하철)
시로이시역(일본어: 白石駅)은 일본 홋카이도 삿포로시 시로이시구에 위치한 삿포로 시영 지하철의 역이다. 역 번호는 T13이다. JR홋카이도 하코다테 본선과 지토세 선에도 동명의 시로이시 역이 있지만 두 역의 거리는 약 1.6km정도 떨어져 있고 환승역은 아니다.3호선 일산선 백석역과는 관계가 없다.이 역에만 섬식 승강장이다.

## 역 구조
1면 2선의 섬식 승강장의 지하역이다. 예전에는 이 역이 도자이 선의 동쪽 종점이었다. 두 방향에 전철기를 가진 긴급 시 회차 운행에 대응하고 있다. 출구는 7번 출입구까지 있지만, 3번 출입구의 기재가 지워져 있다(지상 부분도 마찬가지). 정기 매표장을 병설하고 있다. 승강장과 개찰구를 연결하는 엘리베이터는 서쪽 개찰구로 지상에 엘리베이터는 버스 터미널 안에 있다.
2015년 1월 19일보다 시라이시 구 복합 청사 건설 공사에 따라 6번 출입구가 폐쇄되었다. 또한, 6번 출입구는 2016년 10월 19일부터 복합 청사에 들어가는 형태로 운용 재개되어 동년 11월 7일부터 복합 청사와 직결되고 공용 개시되었다.

### 타는 곳
| 1 | 도자이 선 | 신삿포로 방면           |
| 2 | 도자이 선 | 오도리・미야노사와 방면 |

## 역 주변
난고도리와 환상도리가 교차하는 곳에 위치하고, 역 주변은 중간 규모의 상업 지구로 매일 문전성시를 이루고 있다.
- 시로이시난고이치 우체국
- 호쿠요 은행 난고도리 지점
- 시로이시추오 자동차 학원
- SD 엔터테인먼트
- 삿포로 푸드 센터 시로이시 점
- 토코 스토어 시로이시 터미널점
- 삿포로 시 시로이시 구청, 삿포로 시 시로이시 구민 센터
- 삿포로 시 시로이시 보건 센터
- 야마히코 공원
- 삿포로 시립 히가시삿포로 초등학교
- 삿포로 시립 미나미시로이시 초등학교
- 진학회 본사

## 역사
- 1976년 6월 10일: 고토니 ~ 시로이시 역간 개통에 따라 영업 개시.
- 1982년 3월 21일: 시로이시 ~ 신삿포로 역간 연장 개통에 따라 영업 개시, 중간역이 됨.
- 2008년 11월 11일: 스크린도어 사용 개시[2].
- 2016년 10월 19일: 2015년 1월 19일부터 폐쇄되었던 6번 출입구 운용 재개.

## 사진

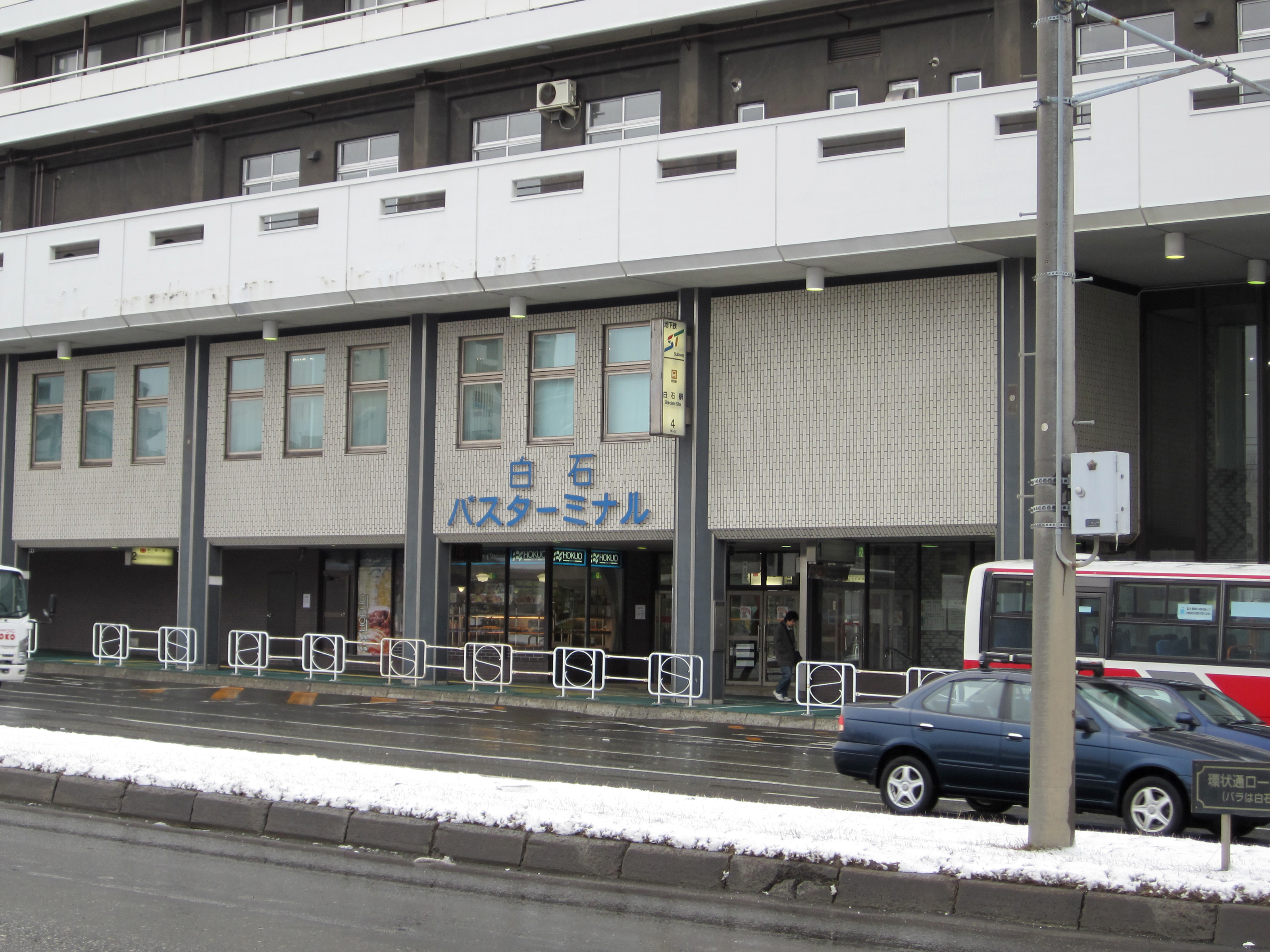
시로이시 버스 터미널
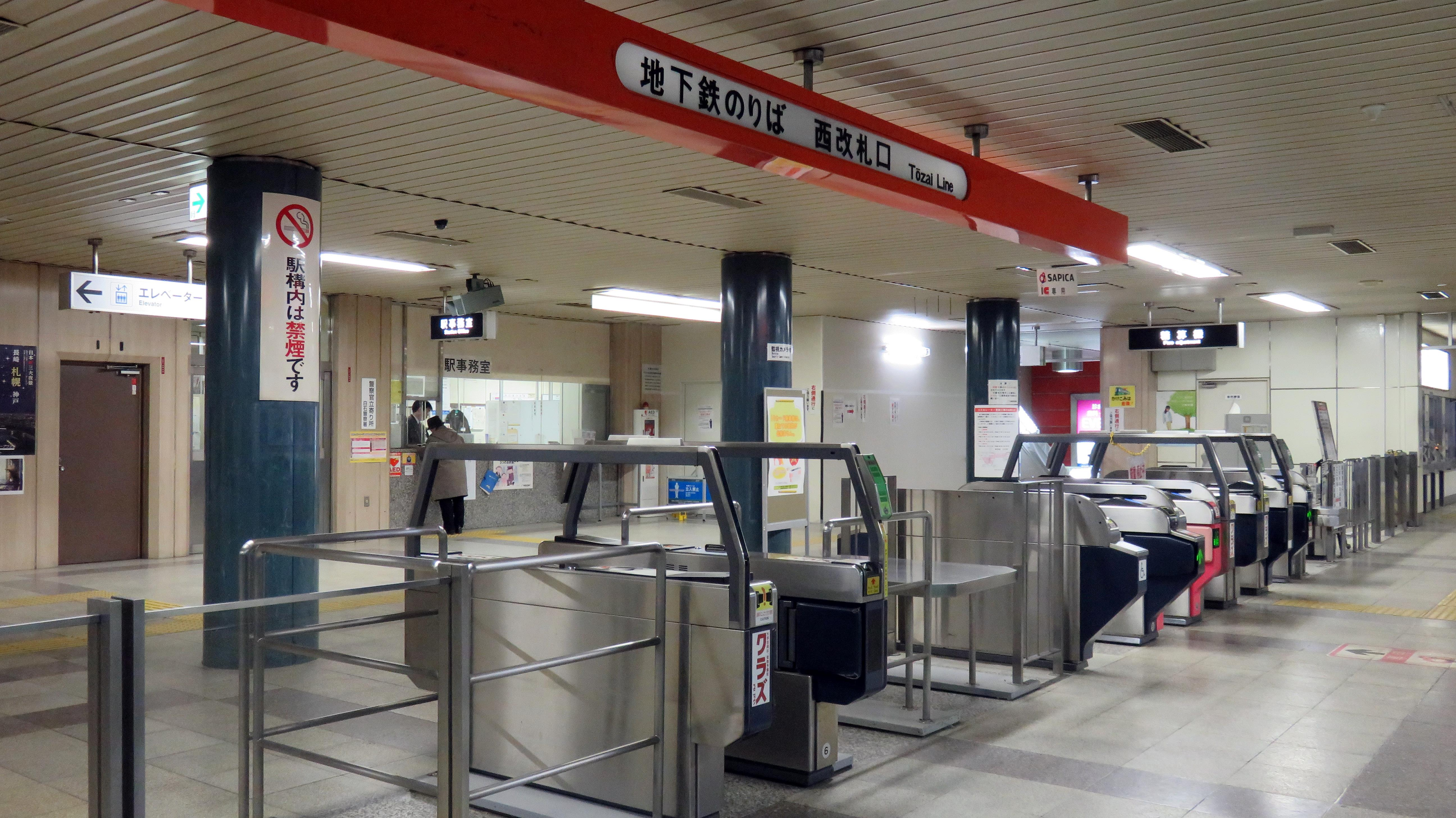
개찰구
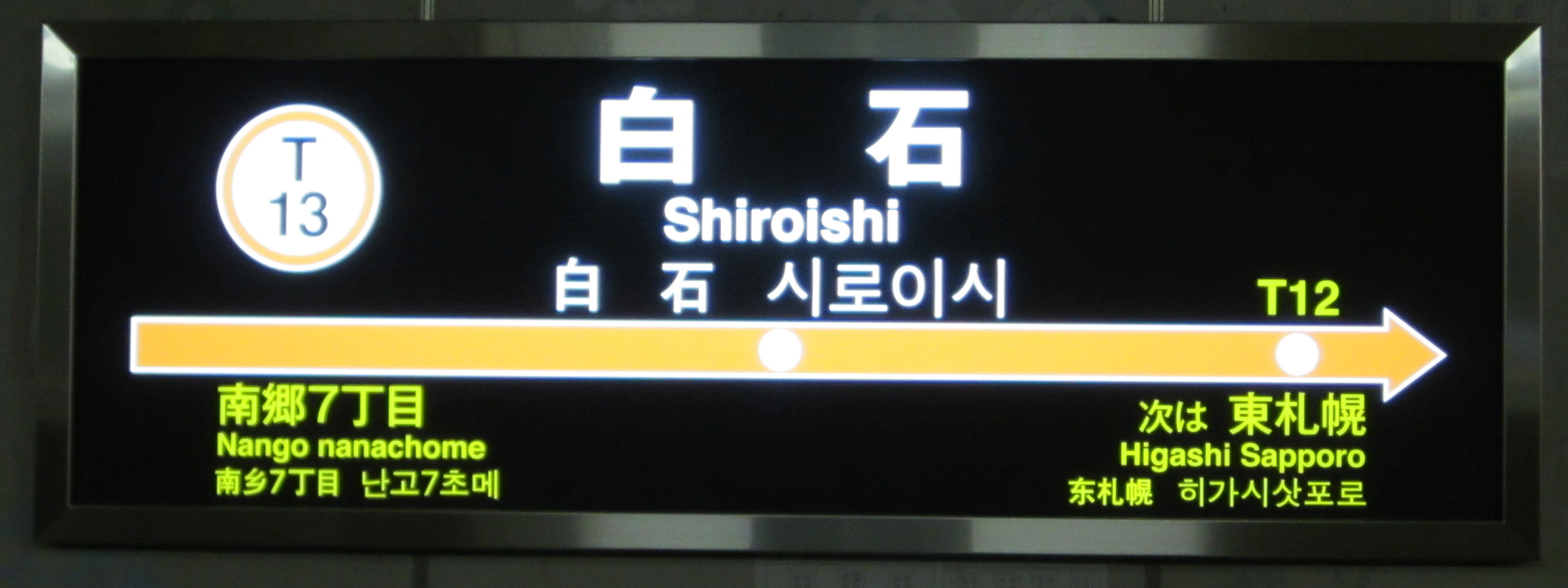
역명판

## 인접역
| 삿포로 시 교통국 지하철 도자이 선 | 삿포로 시 교통국 지하철 도자이 선 | 삿포로 시 교통국 지하철 도자이 선 |
| --------------------------------- | --------------------------------- | --------------------------------- |
| T12 히가시삿포로 미야노사와 방면  | ● 도자이 선                       | T14 난고 7초메 신삿포로 방면      |